# Aufgeklärter Absolutismus
Unter aufgeklärtem Absolutismus wird landläufig eine im 18. Jahrhundert außerhalb des französischen Herrschaftsgebiets entstandene Form einer Fürstenherrschaft („Absolutismus“) verstanden. Impulse der Aufklärung wurden europaweit von Herrschern aufgenommen, im Russischen Kaiserreich ebenso wie in deutschen Territorien insbesondere in den Großmächten Preußen und der österreichischen Habsburgermonarchie. Zumindest teilweise versuchte der Hohe Adel aufklärerische Reformen umzusetzen.

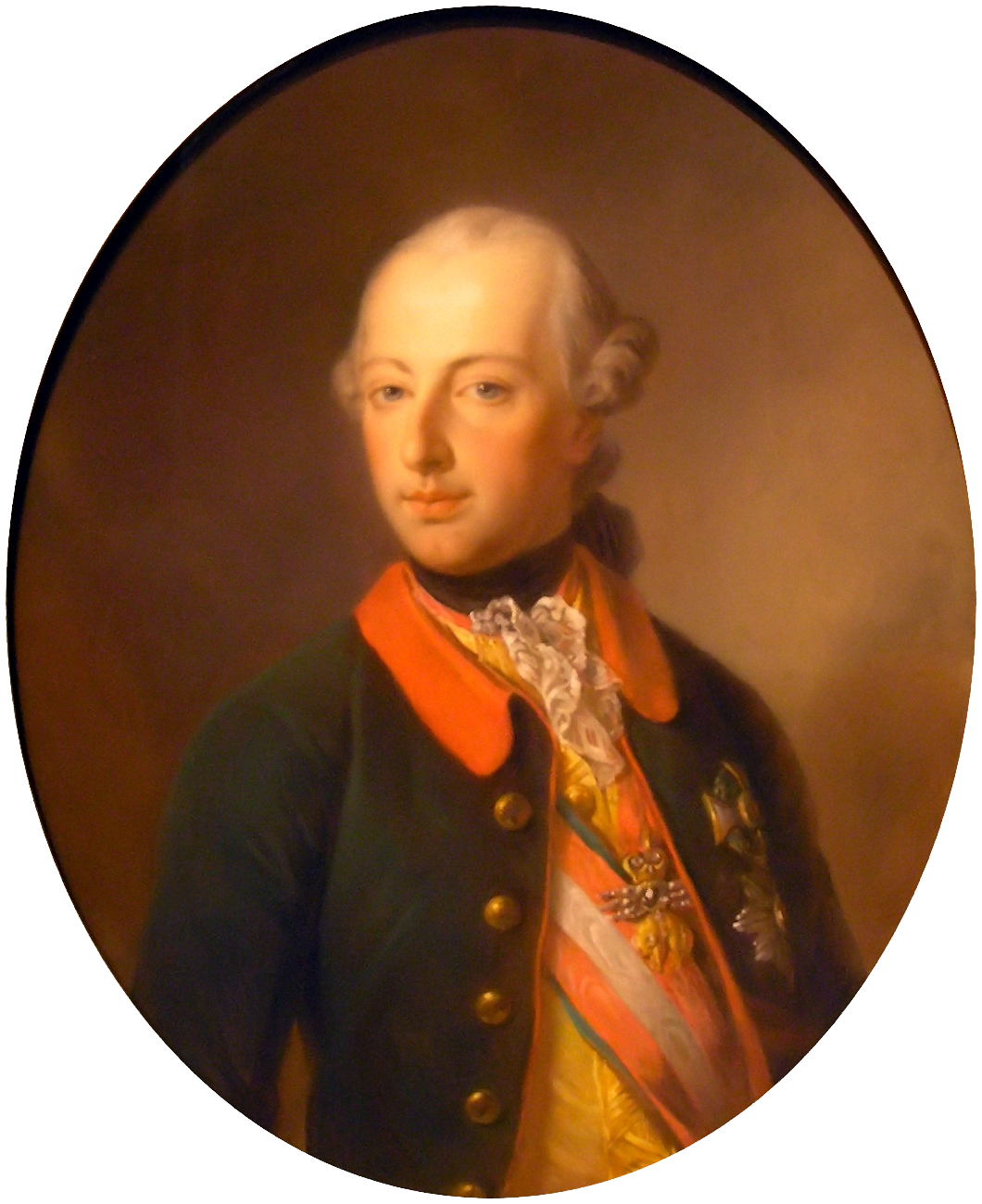
Kaiser (HRR) Joseph II. von Österreich

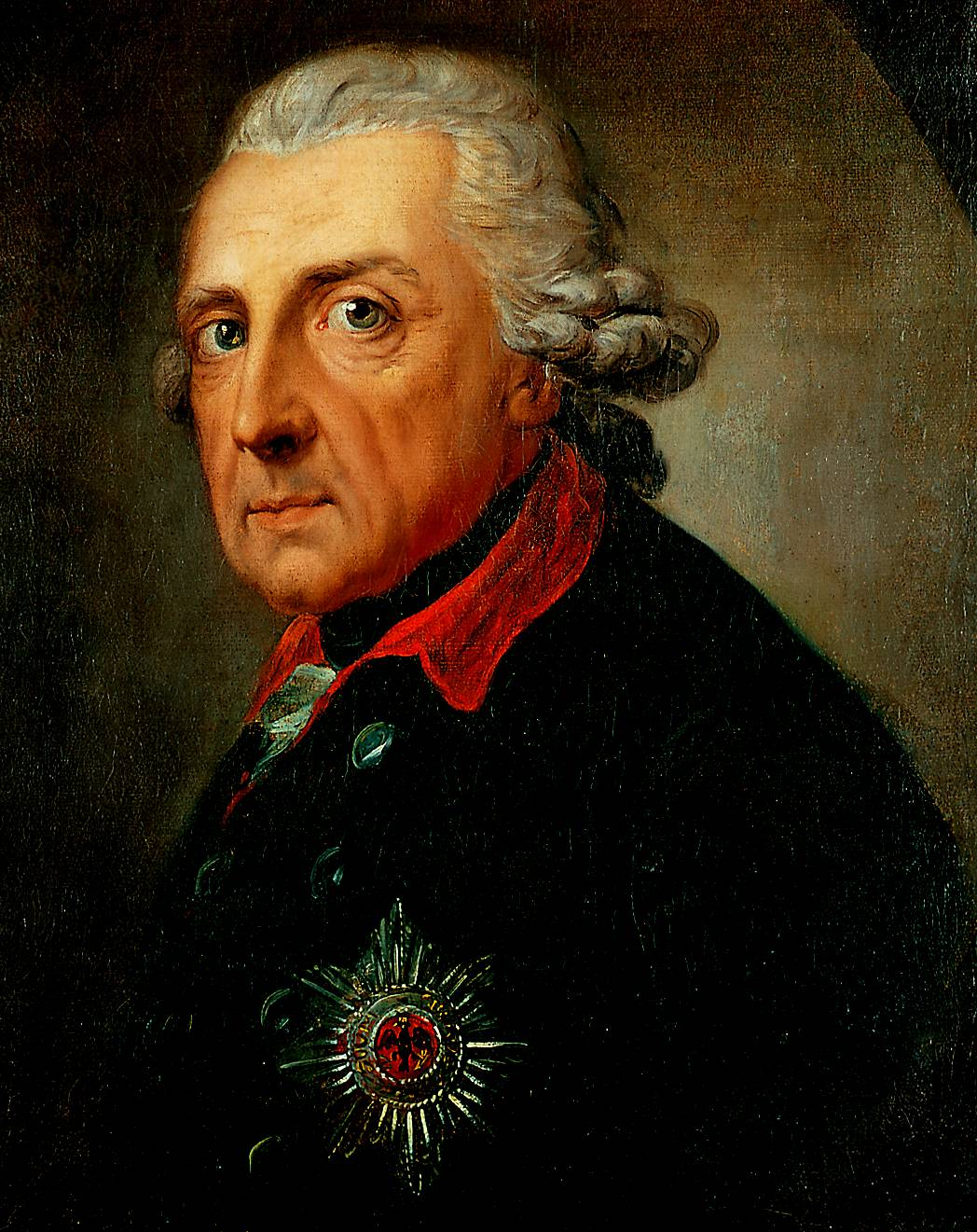
König Friedrich II. von Preußen

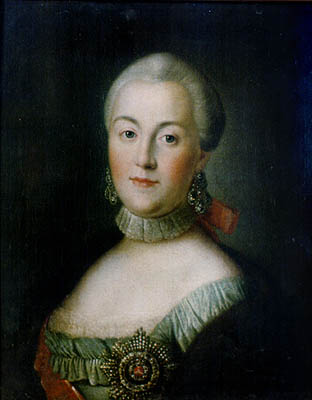
Katharina als Großfürstin (Gemälde von Alexej Antropow, 1760)

## Begriff
In die wissenschaftliche Terminologie wurde der Begriff des aufgeklärten Absolutismus von Wilhelm Roscher eingeführt, der in seinen Umrissen zur Naturlehre der drei Staatsformen von 1847 erstmals zwischen einem frühen konfessionellen Absolutismus zur Zeit Philipps II. (1527–1598), einem höfischen Absolutismus Ludwigs XIV. und einem aufgeklärten Absolutismus Friedrichs II. unterschied.
Als eine nicht wörtliche französische Entsprechung wird der Begriff despotisme éclairé verwendet. Dieser findet sich erstmals in den Briefen von Denis Diderot und wurde unter den Physiokraten weiter verbreitet.
Der Begriff des Absolutismus ist in der historischen Forschung umstritten. Während viele Historiker, teilweise mangels Alternativen, am Terminus Absolutismus festhalten, beziehen sich zahlreiche Kritiker am Absolutismus als Epochenbegriff unter anderem auf dessen Herrschaftsbezogenheit, die gesellschaftliche, soziale und kulturelle Entwicklungen nur unzureichend erklären kann. Auch die Tatsache, dass eine absolutistische Herrschaft nirgendwo in Reinform verwirklicht wurde, wird als Gegenargument angeführt. Einige Standardwerke sprechen nun vom Zeitalter des „Barock und der Aufklärung“.
Meist wird der Absolutismus, vor allem außerhalb des aktuellen wissenschaftlichen Diskurses, nach wie vor als eine monarchische Herrschaftsform des 17. bis 19. Jahrhunderts begriffen, in der Fürsten ihre Stellung von Gott ableiteten (Gottesgnadentum) und versuchten, „losgelöst“ von den Gesetzen und den Ständen (Geistlichkeit, Adel und Bürger) zu regieren. Die absolutistischen Fürsten fühlten sich nur Gott und ihrem Gewissen verantwortlich. Auch heute noch findet der Begriff Verwendung, auch wenn immer wieder die in ihm angelegte Widersprüchlichkeit zwischen aufgeklärtem Denken und absolutistischer Herrschaft betont wird.
Wie die Bezeichnung „Absolutismus“ strittig ist, so auch diejenige des „aufgeklärten Absolutismus“.
Der aufklärerische Einfluss bezieht sich im Wesentlichen auf Vorstellungen der Frühaufklärung und die darin bedeutende naturrechtliche Staatslehre. Darin wurde der Regent nicht mehr als von Gott eingesetzter Herrscher und über jedem Gesetz stehender Souverän verstanden (Gottesgnadentum), sondern als oberster Repräsentant einer vernünftigen Staatsordnung, dessen Verpflichtung es ist, dem Allgemeinwohl zu dienen. Diese Vorstellung basierte auf einem unkündbaren Gesellschaftsvertrag, der den souveränen Herrscher in der Ausübung seiner Macht legitimierte und begrenzte. So bezeichnete sich beispielsweise Friedrich II. von Preußen (König 1740–1786) als der „erste Diener seines Staates“. Aufgeklärte Herrscher strebten (zumindest vorgeblich) an, die Judikative aus der Hand zu legen, überwachten aber das Geschehen und revidierten verschiedene Urteile der Gerichte.

## Wichtige Vertreter
Als wichtigste Vertreter des aufgeklärten Absolutismus gelten neben Friedrich II. von Preußen auch Joseph II. von Österreich (HRR Kaiser 1765–1790) und, bedingt durch den Einfluss Josephs und seiner Minister, seine Mutter Maria Theresia (Erzherzogin 1740–1780). Eine weitere in diese Kategorie passende Herrscherin war Anna Amalia von Braunschweig-Wolfenbüttel. Auch die russische Zarin Katharina die Große (1729–1796) verstand sich als aufgeklärte Herrscherin, indem sie dissidenten französischen Aufklärern und Enzyklopädisten, wie etwa Voltaire, Zuflucht und Veröffentlichungsmöglichkeiten bot. Allerdings verschärfte sie gleichzeitig die Leibeigenschaft und gab dem Adel weitere Privilegien.
Aufgrund der humanitären Verpflichtung führten Herrscher des aufgeklärten Absolutismus verschiedene Reformen durch. Dies geschah in Preußen durch das „Allgemeine Landrecht“  und durch das „Allgemeine bürgerliche Gesetzbuch“ (ABGB) in Österreich. Solche Reformen brachten den Beginn einer Rechtsstaatlichkeit sowie die Abkehr von Willkürherrschaft mit unterschiedlichen Verbesserungen:
- Gesetze, die tendenziell für alle gleich und verbindlich gelten sollten
- Ausbau einer institutionalisierten Verwaltung (Beamtentum)
- Einführung einer Schulpflicht (Preußen 1717/1763, Österreich 1774)
- Gewährung freier Meinungsäußerung und Aufhebung der Zensur im Sinne einer kritischen Öffentlichkeit
- Toleranz gegenüber Angehörigen anderer Konfessionen, zum Teil auch anderer Religionen (Ansätze einer Judenemanzipation)
- Humanisierung des Strafvollzugs
- Aufweichen der Leibeigenschaft
- Ende der Hexenprozesse

Die genannten Herrscher ließen jedoch keine politische Mitbestimmung im Sinne einer parlamentarischen Demokratie zu, die es den Untertanen ermöglicht hätte, sich für ihre eigenen Interessen gegen den Willen des Monarchen durchzusetzen. Auch waren die eingeräumten Freiheitsrechte in den meisten Fällen sehr begrenzt und widerrufbar. Generell zeigt sich bei der Umsetzung solcher Reformen immer wieder die schon im Begriff „aufgeklärter Absolutismus“ angelegte Widersprüchlichkeit.

### Friedrich II.
Friedrich II. von Preußen galt damals als „Prototyp“ des aufgeklärten Monarchen. Der preußische König hatte ein relativ klar ausgeformtes aufklärerisches Selbstbild, welches sich vor allem in den sogenannten „Rheinsberger Jahren“ zwischen seiner Hochzeit und seiner Thronbesteigung ausprägte. In dieser Zeit wird ein Einfluss insbesondere durch Christian Wolff, Samuel von Pufendorf und Christian Thomasius sowie den kontinuierlichen Kontakt mit Voltaire gesehen. Seine Haltung drückte sich unter anderem in seiner toleranten Religionspolitik aus.
In seiner Regierungszeit von 1740 bis 1786 initiierte Friedrich II. eine ganze Reihe von Reformen, die von aufklärerischem Denken zumindest beeinflusst waren. In diesem Zusammenhang sind die Reformen des Justizwesens hervorzuheben. Noch im Jahr des Amtsantritts wurde die Folter weitgehend abgeschafft und Einschränkungen bei der Anwendung der Todesstrafe vorgenommen. In der Rechtsprechung wurde eine Proportionalität von Verbrechen und Strafen angestrebt und der Strafvollzug sollte humanisiert werden. Erste Reformen betrafen eine Neuordnung der Prozessordnung, die die Verschleppung von Verfahren verhindern sollte. Auch manifestierten sich die Reformbemühungen im Justizwesen in dem nach Friedrichs Tod veröffentlichten Allgemeinen Landrecht für die Preußischen Staaten. Im Bildungsbereich wurde die allgemeine Schulpflicht eingeführt, die sich allerdings nach Friedrichs Vorstellungen vor allem auf den Adel bezog. Die übrigen Untertanen sollten zwar Lesen und Schreiben lernen, aber „nicht zu viel wissen“.
Wenig Fortschritt fand sich hingegen in der Agrarpolitik, wo der König zwar die Erbuntertänigkeit als „widerwärtige Einrichtung“ bezeichnete, sie aber dennoch nicht landesweit, sondern nur für die ihm selbst erbuntertänigen Bauern aufhob. Auch die Großmachtpolitik Friedrichs, die sich unter anderem in den drei Schlesischen Kriegen (siehe auch Siebenjähriger Krieg) manifestierte, widersprach den aufgeklärten Idealen.